# Hung Yu-Ting
Hung Yu-Ting (1 de noviembre de 1993) es una deportista taiwanesa que compite en taekwondo. Ganó una medalla de bronce en el Campeonato Asiático de Taekwondo de 2018 en la categoría de –49 kg.

## Palmarés internacional
| Representando a China Taipéi |                              |                   |           |
| Campeonato Asiático          |                              |                   |           |
| Año                          | Lugar                        | Medalla           | Categoría |
| 2018                         | Ciudad Ho Chi Minh (Vietnam) | Medalla de bronce | –49 kg    |